# Oxford English Dictionary
El Oxford English Dictionary (abreviado OED) es un diccionario publicado por la editorial Oxford University Press, considerado el más erudito y completo diccionario de la lengua inglesa, así como el principal punto de referencia para su estudio etimológico. De la misma forma da lugar a una completa y definida explicación de su sintaxis y su misma gramática al 30 de noviembre de 2005, incluye unas 301 000 entradas principales, a través de 350 millones de caracteres. Además de las entradas principales, contiene 157 000 combinaciones y derivados en negrita, y 169 000 frases y combinaciones en negrita cursiva, hasta un total de 616 500 expresiones. Hay 137 000 pronunciaciones, 249 000 etimologías, 577 000 referencias cruzadas, y 2 412 400 citas ilustrativas.
La intención de la obra es recoger todos los usos y variantes conocidos de cada palabra en todas las variedades del inglés de todo el mundo, pasadas y presentes, así como sus etimologías, historia, pronunciación, etc. Es el punto de partida de muchos estudios sobre la lengua inglesa, y el orden en el que se listan allí las distintas grafías de las palabras tiene mucha influencia sobre el inglés escrito de muchos países.
La realización de tal obra se debe a la tradición enciclopedista del siglo XIX, que consiguió aunar los esfuerzos de multitud de lectores bajo la coordinación de James Murray, el editor original del diccionario.

## Orígenes
El diccionario, originalmente, no tenía nada que ver con la universidad; fue concebido en Londres como un proyecto de la Sociedad Filológica, cuando Richard Chenevix Trench, Herbert Coleridge, y Frederick Furnivall se sintieron insatisfechos con los diccionarios de lengua inglesa existentes entonces.
En junio de 1857 fundaron el Comité de las Palabras no Registradas, con el fin de encontrar las palabras que no habían sido aún listadas y definidas por los diccionarios. Pero el informe presentado por Trench en noviembre no era una simple lista de palabras sin registrar; era un estudio "Sobre ciertas deficiencias en nuestros diccionarios de inglés". Éstas, según dijo, eran siete:
- Cobertura incompleta de palabras obsoletas
- Cobertura inconsistente de familias de palabras relacionadas
- Fechas incorrectas para el primer uso de cada palabra
- Omisión frecuente de la historia de los significados obsoletos de las palabras
- Distinción inadecuada entre sinónimos
- Insuficiente uso de buenas citas ilustrativas
- Espacio desperdiciado en contenidos inapropiados o redundantes

Trench sugirió que era imprescindible un diccionario nuevo y realmente completo para los fines propuestos; uno que se basara en las contribuciones de un gran número de lectores voluntarios, que leyeran libros, que copiaran los pasajes que ilustraran los distintos usos reales de las palabras, y que las enviaran al editor. En 1858 la sociedad acordó dar inicio al proyecto denominado "New English Dictionary on Historical Principles" (abreviado "NED"), es decir, "Un nuevo diccionario de inglés basado en principios históricos".

## Los primeros editores
Trench desempeñó un papel fundamental en los primeros meses del proyecto, pero su carrera eclesiástica le impedía dar al diccionario la continua atención que necesitaba durante un período que, según percibieron, podría ser fácilmente de una década. Así que Trench se retiró en favor de Herbert Coleridge, quien se convirtió en el primer editor del diccionario.
El 12 de mayo de 1860 se publicó el plan de trabajo de Coleridge, y la investigación se puso en marcha. Su casa se convirtió en la primera oficina editorial; encargó un casillero de 54 casillas donde acabaría almacenando 100 000 fichas. En abril de 1861 se publicaron las primeras páginas de prueba del diccionario. Más tarde, ese mismo mes, Coleridge murió de tuberculosis con sólo 31 años.
El cargo de editor recayó entonces en Furnivall, quien tenía gran entusiasmo y conocimiento, pero carecía claramente del temperamento necesario para un proyecto a tan largo plazo. Al principio, fue muy dinámico, reclutando a muchos asistentes y llevando a su casa dos toneladas de fichas de lectores, que en muchos casos pasaba a sus asistentes. Pero a medida que pasaban los meses y los años, el proyecto se fue estancando. Furnivall empezó a perder el contacto con sus asistentes, algunos de los cuales llegaron a pensar que el proyecto había sido abandonado; otros murieron y sus fichas no fueron devueltas. La colección completa de fichas de citas de palabras que comienzan por H fue más tarde hallada en Toscana, otras fueron confundidas con papel sobrante y utilizadas para encender el fuego.
En la década de 1870, Furnival habló con Henry Sweet y Henry Nicol para que le sucedieran, pero ninguno de los dos aceptó el cargo. Pero entonces, en una reunión de la Sociedad de 1876, el lexicógrafo James Murray declaró su disposición a intentarlo.

## Los editores de Oxford
Al mismo tiempo, la Sociedad empezaba a preocuparse por la publicación de lo que ahora era obvio debía ser un libro inmensamente grande. A lo largo de los años, se había hablado con varias editoriales tanto sobre la producción de páginas de prueba o de la posible publicación de toda la obra, pero aún no habían llegado a ningún acuerdo. Entre esas editoriales estaban Cambridge y Oxford University Press (OUP).
Finalmente, en 1879, tras dos años de negociaciones en las que intervinieron Sweet, Furnivall y Murray, Oxford University Press aceptó no sólo publicar el diccionario, sino, además, pagar un sueldo como editor a Murray (quien para entonces era además el presidente de la Sociedad Filológica). Esperaban que la obra pudiera ser, así, completada en otros diez años.
Fue Murray quien realmente logró hacer despegar al proyecto, y fue capaz de abarcarlo en toda su escala. Debido a que tenía muchos hijos, eligió no utilizar su propia casa (en el suburbio londinense de Mill Hill) como lugar de trabajo; así, erigió para él y sus asistentes un edificio de hierro forrado de pino, al que llamó "Scriptorium". Estaba provisto de 1029 casillas y muchas estanterías.
Murray rastreó y reunió entonces las fichas ya recolectadas por Furnivall, pero las juzgó inadecuadas ya que los lectores se habían centrado en palabras raras e interesantes, por lo que tenían muchas más citas para palabras apenas utilizadas que para otras más comunes. Hizo así una nueva petición de lectores, que fue ampliamente publicitada en periódicos y distribuida en librerías y bibliotecas. Esta vez se pidió específicamente a los lectores que informaran de "tantas citas como pueda de palabras comunes", así como de todas las que parecieran "raras, obsoletas, anticuadas, nuevas, peculiares o utilizadas de forma peculiar". Murray dispuso que el filólogo de Pensilvania Francis March gestionara el proceso en Norteamérica. Pronto tuvieron 1000 fichas que llegaban cada día al Scriptorium, y para 1882 había 3 500 000.
El 1 de febrero de 1884, 23 años tras las páginas de prueba de Coleridge, se publicó finalmente la primera entrega, o fascículo, del diccionario real. El título completo era ahora “A New English Dictionary on Historical Principles; Founded Mainly on the Materials Collected by The Philological Society”, es decir, «Un nuevo diccionario de inglés basado en principios históricos; basado principalmente en el material recopilado por la Sociedad Filológica». Sus 352 páginas, que contenían las palabras desde "A" hasta "Ant", tenían un precio de 12 peniques en el Reino Unido. El decepcionante total de las ventas fue de unos 4000 ejemplares.
Era claro ahora para la OUP que llevaría demasiado tiempo completar la obra si los acuerdos editoriales no eran revisados. Por ello, aportaron fondos adicionales para asistentes, pero a cambio presentaron dos nuevas exigencias a Murray: la primera fue que se trasladara de Mill Hill a Oxford, lo que hizo en 1885. De nuevo construyó un Scriptorium en su propiedad (para apaciguar a un vecino, este tuvo que ser parcialmente subterráneo), y la oficina de correos de Oxford lo recompensó instalando un buzón justo enfrente de su casa.
Murray fue más reacio a la segunda exigencia: que si no podía cumplir con el calendario previsto, debía contratar a un segundo editor jefe que trabajaría en paralelo, fuera de su supervisión, en palabras de distintas partes del abecedario. No quería compartir el trabajo, y pensaba que podría ir más rápidamente a medida que ganara experiencia. Pero no pudo, y finalmente fue obligado por Philip Gell de la OUP. Así, Henry Bradley, a quien Murray había contratado como su asistente en 1884 fue ascendido y empezó a trabajar autónomamente en 1888 en una dependencia del Museo Británico de Londres. En 1896 Bradley se mudó a Oxford, y trabajó en la propia universidad.
Gell continuó agobiando a ambos editores con el fin de hacer más comercial la empresa, recortando gastos y acelerando la producción, hasta el punto de que el proyecto estuvo a punto de colapsar; pero una vez que se informó de esto por la prensa, la opinión pública apoyó a los editores. Gell fue entonces despedido, y la universidad invirtió su política de recortar gastos. Si los editores creían que el diccionario debía hacerse más grande de lo previsto, lo sería; era un trabajo tan importante que debía gastarse todo el tiempo y el dinero que fueran necesarios para terminarlo apropiadamente.
Pero ni Murray ni Bradley vivieron para verlo terminado. Murray murió en 1915. Había sido el responsable de las palabras empezadas por A-D, H-K, O-P y T, es decir, aproximadamente la mitad del diccionario completo; Bradley murió en 1923. Se había encargado de trabajar en las palabras que empezaban en E-G, L-M, S-Sh, St, y W-We. Para entonces habían ascendido de asistentes a independientes a otros dos editores, así es que el trabajo continuó sin mucho problema. William Craigie, que empezó en 1901, fue responsable de los términos que empezaban con N, Q-R, Si-Sq, U-V, y Wo-Wy. Como la OUP había llegado a la conclusión de que Londres estaba demasiado lejos de Oxford para que los editores pudieran trabajar allí, después de 1925 Craigie trabajó en Chicago, Illinois, donde había aceptado el cargo de profesor. El cuarto editor fue C. T. Onions, quien empezó en 1914 y finalizó los tramos restantes: Su-Sz, Wh-Wo, y X-Z.

## Los fascículos
Para principios de 1894 se había publicado un total de 11 fascículos, aproximadamente uno al año: cuatro para A y B, cinco para la C, y dos para la E. De estos, ocho eran de 352 páginas, mientras que el último de cada grupo era más corto para acabar con el cambio de letra (que con el tiempo se convertiría en un cambio de volumen). Entonces se decidió publicar la obra en entregas más pequeñas y frecuentes; así, a partir 1895, hubo cada tres meses un nuevo fascículo de 64 páginas. Si había material suficiente, podían publicarse de una vez 128 o incluso 192 páginas. Este ritmo de trabajo se mantuvo hasta que la Primera Guerra Mundial obligó a recortes de personal. Este mismo material fue publicado además en el formato más grande de los fascículos originales, para aquellos que así lo preferían, a medida que se iba disponiendo de páginas suficientes. 
Otro cambio hecho en 1895 fue el cambio de título por Oxford English Dictionary (abreviado OED), en inglés "Diccionario de inglés de Oxford", pero solo en las cubiertas exteriores de los fascículos, ya que se conservaba como oficial el título original, que aparecía en todos los demás sitios.
El 125.º y último fascículo, comprendiendo las palabras entre "Wise" hasta el final de la "W", fue publicado el 19 de abril de 1928, siendo inmediatamente seguido por la edición completa del diccionario en volúmenes encuadernados.

## La primera edición y el primer suplemento
Se había planeado publicar el "New English Dictionary" en diez volúmenes, que empezarían por A, C, D, F, H, L, O, Q, Si, y Ti; pero, a medida que el proyecto avanzaba, los últimos volúmenes se iban haciendo cada vez más grandes, y aunque la edición completa de 1928 mantenía oficialmente la numeración pretendida, los volúmenes IX y X fueron en realidad publicados como "medios volúmenes", divididos por Su y V, respectivamente. La edición completa estaba disponible también como un conjunto de 20 medios volúmenes, en dos tipos de encuadernación. El precio era de 50 o 55 guineas, dependiendo del formato y la encuadernación.
Habían pasado 44 años desde la publicación de A-Ant y, por supuesto, la lengua inglesa había seguido cambiando y desarrollándose, por lo que los primeros volúmenes estaban notablemente desfasados. La solución fue producir un suplemento, listando todas las palabras y significados que habían aparecido desde que aquellas páginas habían sido publicadas por primera vez; esto además dio la oportunidad de corregir errores y omisiones detectadas. A los compradores de la edición de 1928 se les prometió una copia gratis del suplemento cuando apareciera.
El suplemento fue de nuevo producido por dos editores trabajando en paralelo. Craigie, ahora en Estados Unidos, hizo la mayor parte de la investigación sobre los usos del inglés americano, y editó además los tomos L-R y U-Z, mientras que Onions hizo A-K y S-T. Esta labor llevó otros cinco años.
En 1933 se reeditó el diccionario completo, ahora por primera vez bajo el título oficial de "Oxford English Dictionary". Los volúmenes tras los primeros seis fueron adaptados para igualar y eliminar la numeración de "medios volúmenes": el diccionario principal consistía ahora de doce volúmenes, numerados como tales, y que empezaban respectivamente por A, C, D, F, H, L, N, Poyesye, S, Sole, T, y V. El suplemento fue incluido como el 13.º volumen. El precio del diccionario fue rebajado a 20 guineas, lo que debió consternar a los compradores de la edición de 1928 cuando recibieron sus suplementos gratuitos.

## El segundo suplemento y la segunda edición
En 1933 el trabajo de la Universidad de Oxford en el gran diccionario había cesado; una vez acabado el trabajo, las fichas de citas fueron almacenadas. Pero, por supuesto, el idioma inglés continuó cambiando, y al cabo de 20 años la obsolescencia del diccionario se hizo clamorosamente obvia.
Había tres posibles formas de actualizarlo:
- La más barata sería dejar la versión actual tal como estaba y limitarse a confeccionar un nuevo suplemento, o quizá uno o dos volúmenes; pero entonces quien buscara una palabra o significado no estaría nunca seguro de que la información aún fuera válida, y tendría que mirar en tres sitios diferentes.
- Se podría haber agregado al suplemento existente el nuevo material para formar un suplemento aún mayor.
- La solución óptima para los usuarios del diccionario sería que reeditar y volver a mecanografiar todo el diccionario, incluyendo cada cambio en su adecuada ubicación alfabética; pero, por supuesto, esta solución sería la más cara, siendo probablemente necesarios unos 15 volúmenes.

La OUP eligió la solución intermedia, renovando el suplemento. Se contrató a Robert Burchfield en 1957 como editor, y Onions, con 84 años, aún pudo hacer algunas contribuciones. Se esperaba que el trabajo costara entre siete y diez años. Finalmente, se tardaron 29 años, creciendo el suplemento hasta abarcar 4 volúmenes, empezados por A, H, O y Sea. Se publicaron en 1972, 1976, 1982, y 1986, respectivamente, con lo que el diccionario completo tenía ya 16 volúmenes (17 si contamos el primer suplemento).
Para entonces estaba claro que el soporte más indicado para texto completo del diccionario era el informático. Esto requería mecanografiarlo todo de nuevo en un ordenador, pero facilitaría enormemente la unificación del texto y sus futuras actualizaciones, además de permitir búsquedas automáticas.
Así fue como empezó el proyecto del New Oxford English Dictionary ("Nuevo diccionario de inglés de Oxford") o NOED. No era bastante volver a mecanografiar todo el texto; además, toda la información representada por la compleja tipografía del diccionario original debía ser retenida, lo que se hizo utilizando el lenguaje de marcado SGML, junto con un motor de búsqueda especializado y un software especial para acceder a él. En 1985 se acordó que parte del desarrollo del software se hiciera en la Universidad de Waterloo (Canadá), en el Centre for the New Oxford English Dictionary ("Centro para el nuevo diccionario de inglés de Oxford"), dirigido por F. W. Tompa y Gastón Gonnet; esta tecnología de búsqueda sería la base para la Open Text Corporation. El hardware, la base de datos y el resto del software, los jefes de desarrollo, y los programadores del proyecto fueron aportados por la filial británica de IBM; el editor a colores para el proyecto, LEXX Archivado el 12 de febrero de 2006 en Wayback Machine., fue escrito por Mike Cowlishaw, de IBM.
En 1989, el proyecto del NOED había alcanzado ya sus objetivos fundamentales, y los editores Edmund Weiner y John Simpson, trabajando en línea, habían logrado combinar el texto original, el suplemento de Burchfield, y una pequeña cantidad de material nuevo en un único diccionario unificado. La palabra "nuevo" fue retirada del nombre, publicándose así la segunda edición del OED (el OED2); empezándose entonces a llamar a la primera edición OED1.
El OED2 fue publicado en 20 volúmenes. Por primera vez, no hubo ningún intento de dividirlos por letras completas, siendo hechos en tamaños similares. Los 20 volúmenes empezaban por A, B.B.C., Cham, Creel, Dvandra, Follow, Hat, Interval, Look, Moul, Ow, Poise, Quemadero, Rob, Ser, Soot, Su, Thru, Unemancipated, y Wave.
Aunque el contenido del OED2 es fundamentalmente una simple reorganización del material anterior, fue una oportunidad para hacer cambios de formato que se necesitaban desde hacía mucho. El título de cada entrada ya no estaría en mayúsculas, permitiendo al usuario ver rápidamente las palabras que se escriben con mayúscula. Y como Murray había desarrollado su propia notación para la pronunciación, al no haber un estándar en su tiempo, se aprovechó para adoptar el alfabeto fonético internacional.
Se publicó en 1993 nuevo material en el Oxford English Dictionary Additions Series ("Serie de añadidos al diccionario de inglés de Oxford"), consistente en dos pequeños volúmenes en 1993 y otro en 1997, haciendo un total de 23 volúmenes para la obra completa. No hay planes para más tomos de añadidos, ni se espera que nada de la tercera edición (u OED3) sea publicado en fascículos.

## Las Ediciones Compactas
Mientras tanto, en 1971, el contenido completo del 13.º volumen OED1 desde 1933 fue reimpreso como Compact Edition compuesto por solo dos volúmenes. Esto se consiguió reduciendo por medio de técnicas fotográficas cada página a la mitad de ancho y alto, de tal forma que se pudieran mostrar cuatro de las páginas originales en cada página (formato "4-up"). Los volúmenes empezaban por "A" y por "P", con el Suplemento incluido al final del segundo volumen.
La Edición Compacta se vendía en una caja que además incluía, en un cajoncito, una lupa para ayudar a leer la letra reducida. Se vendieron muchas copias a través de clubes de libros, que los vendían a menor precio como promoción para sus miembros.
En 1987 se publicó el segundo suplemento, como tercer volumen en el mismo formato de la Edición Compacta. Para el OED2, en 1991, la versión compacta se redujo a un tercio de la versión original, de tal forma que cada página mostraba 9. Esto requería una mayor ampliación, pero también permitió que todo el diccionario pudiera ser publicado en un único volumen por primera vez. A pesar de la publicación de esos volúmenes, muchos clubes de libros continuaron ofreciendo la versión en dos volúmenes de 1971.

## Versiones digitales
El Oxford English Dictionary ha sido digitalizado y publicado en CD-ROM, y también ha sido publicado en Internet. Existen tres versiones:
- Versión 1 en 1992: era idéntica en contenido a la Segunda Edición impresa, y el disco compacto no estaba protegido contra copias.
- Versión 2 1999: tenía algunas modificaciones en el contenido, y actualizado el software con mejoras en el buscador, pero la protección contra copias hizo muy difícil de usar e inclusive hacia que el programa negara el uso al cuerpo de OUP en el medio de una demostración del producto.
- Versión 3 2002: tiene más palabras y mejoras en el software, aunque la protección contra copias sigue siendo tan imperdonable como en la versión anterior.

En marzo de 2000, el Oxford English Dictionary Online (OED Online) se puso a disposición de los suscriptores. La base de datos en línea contiene el OED2 completo, siendo además actualizada trimestralmente con las modificaciones que se incluirán en el OED3. Así, la edición en línea es la más actualizada disponible.
Dado que el precio de uso para individuos de esta edición, incluso tras la rebaja de 2004, es 195 libras esterlinas o 295 dólares estadounidenses cada año, la mayoría de los suscriptores son grandes organizaciones, como universidades, bibliotecas o empresas. Algunos de ellos no utilizan el portal Oxford English Dictionary Online, sino que han descargado legalmente la base de datos entera en sus propios servidores.
En 2004 se introdujo un método de pago algo más atractivo, al ofrecerse a los residentes en Norteamérica o Sudamérica pagar 29.95 dólares al mes para acceder a la página web. Esto permite a gente que no lo utiliza de forma regular ahorrar en comparación con el pago anual.

## La Tercera Edición
Se prevé que la futura Third Edition ("Tercera Edición"), o OED3 sea una revisión casi completa de la obra. Cada palabra está siendo examinada para mejorar la precisión de las definiciones, derivaciones, pronunciaciones y citas históricas; esta tarea exige el esfuerzo de más de 300 expertos, investigadores, lectores y consultores, con un coste previsto de unos 55 millones de dólares estadounidenses. Se prevé que el resultado final duplique la longitud actual del texto. El estilo del diccionario también cambiará ligeramente. El texto original era más literario, ya que la mayor parte de las citas procedían de novelas, obras de teatro, y otras fuentes literarias. La nueva edición, sin embargo, citará toda clase de recursos impresos, como libros de cocina, manuales técnicos, publicaciones especializadas, o letras de música rock. El ritmo al que se incorporan nuevas palabras se ha incrementado a unas 4000 al año. La fecha prevista para completar la obra es el año 2037.
El nuevo contenido puede ser consultado a través de la edición en línea o a través de la versión actualizada en CD-ROM.
En 1993 el editor jefe es John Simpson. Dado que la primera obra de cada editor tiende a requerir más revisión que su trabajo posterior, y que en ediciones anteriores se empezó por la letra A, se ha decidido compensar esto empezando por la letra M. Cuando la versión en línea fue lanzada en marzo de 2000, incluía ya el primer lote de entradas revisadas (oficialmente borradores), desde "M" hasta "mahurat", siendo las siguientes entregas del texto publicadas trimestralmente. En diciembre de 2008 se publicó la sección que llegaba hasta "reamy". A medida que se hace nuevo trabajo con palabras de otras partes del abecedario, se va incluyendo en las entregas trimestrales. En marzo de 2008 los editores anunciaron que alternarían trimestres entre lotes que avanzaran en el abecedario y lotes que revisaran "palabras inglesas clave a lo largo del abecedario, así como otras palabras que compongan el bloque alfabético que las rodea".
La producción de la nueva edición está totalmente informatizada, especialmente desde junio de 2005, cuando se inauguró la "Perfect All-Singing All-Dancing Editorial and Notation Application" (que se podría traducir como "Perfecta aplicación editorial y notacional cantante y bailante") o "Pasadena". Con este sistema, basado en XML, la atención de los lexicógrafos puede dirigirse más a cuestiones de contenido que a cuestiones de presentación, como la numeración de las definiciones. El nuevo sistema también ha simplificado el uso de la base de datos de citas, y permitido al personal de Nueva York trabajar directamente en el diccionario de la misma forma que sus compañeros de Oxford.
También se utilizan ordenadores para hacer búsquedas en Internet buscando evidencias de uso actual, así como recibir envíos de citas por correo electrónico de lectores y el público en general.
Wordhunt fue un llamamiento en 2005 al público en general para que ayudara enviando citas para 50 palabras recientes seleccionadas. Los resultados se expusieron en una serie de televisión de la BBC, Balderdash and Piffle. Los lectores del OED siguen enviando citas; se reciben unas 200.000 al año.

## Ortografía
El OED lista las palabras primero por su ortografía británica (por ejemplo, "labour" y "centre"), continuando con sus variantes ("labor", "center"). La política de la OUP dicta que se utilicen los sufijos "-ize" en vez de "-ise" para muchas palabras más comúnmente terminadas en "-ise", incluso si la raíz es latina en vez de griega. La razón para esta política (contrariamente a la creencia popular de que "-ize" es un americanismo) se explica en esta página Archivado el 29 de septiembre de 2007 en Wayback Machine. (en inglés).
La frase inglesa "The group analysed labour statistics published by the organization" es un ejemplo de normativa del OUP. Esta ortografía (que se según el registro de la IANA se denota como en-GB-oed) es la utilizada por las Naciones Unidas, la Organización Mundial del Comercio (OMC) , la Organización Internacional para la Estandarización (ISO) y otras organizaciones, así como por muchas publicaciones académicas, como las revistas Nature o Biochemical Journal y el Times Literary Supplement.

## Críticas
A pesar de su pretensión de autoridad sobre la lengua inglesa, el OED ha sido criticado por distintos aspectos, incluyendo su enorme tamaño, sus pretensiones de autoridad, y, sobre todo, su influencia. 
En su revisión del suplemento de 1982, el lingüista de la Universidad de Oxford Roy Harris se quejaba de que criticar el OED es extremadamente difícil porque "uno no está tratando sólo con un diccionario, sino también con una institución nacional", que "se ha convertido, como la monarquía inglesa, en algo virtualmente inmune a la crítica por principio" Harris critica lo que ve como la "lexicografía en blanco y negro" del diccionario, al primar el lenguaje escrito sobre el hablado, especialmente determinadas formas de obra impresa. Considera además que, mientras neologismos de respetados autores "literarios" como Samuel Beckett y Virginia Woolf son incluidos, el uso de palabras en periódicos y otras fuentes menos "respetables" tiene mucho menos peso, aunque pueden ser más válidas en el uso común. Escribe que la "lexicografía en blanco y negro es además en blanco y negro en el sentido de que se responsabiliza de pronunciar su autoridad sobre el uso correcto o incorrecto", siendo un diccionario de gramática prescriptiva en vez de descriptiva. Para Harris, esta clasificación prescriptiva de ciertos usos es errónea, y la completa omisión de ciertas formas y usos tiene un efecto acumulado de representar los "sesgos sociales" de sus (presumiblemente adinerados y bien educados) redactores. Harris también critica a los editores por su "conservadurismo de catedrático", acusándolos además de tener una remilgada moralidad victoriana, dando como ejemplo la no inclusión de "varias palabrotas centenarias" hasta 1972.

## Lecturas recomendadas
- Oxford English Dictionary, second edition, edited by John Simpson and Edmund Weiner, Clarendon Press, 1989, twenty volumes, hardcover, ISBN 0-19-861186-2
- Caught in the Web of Words: James Murray and the Oxford English Dictionary, K. M. Elisabeth Murray, Yale University Press, 2001, trade paperback, ISBN 0-300-08919-8
- Empire of Words, The Reign of the Oxford English Dictionary, John Willinsky, Princeton University Press, 1995, hardcover, ISBN 0-691-03719-1
- The Meaning of Everything: The Story of the Oxford English Dictionary, Simon Winchester, Oxford University Press, 2003, hardcover, ISBN 0-19-860702-4
- (UK title) The Surgeon of Crowthorne / (US title) The Professor and the Madman: A Tale of Murder, Insanity, and the Making of The Oxford English Dictionary, Simon Winchester, HarperCollins, 1998, hardcover, ISBN 0-06-017596-6
- Lost for Words: The Hidden History of the Oxford English Dictionary, Lynda Mugglestone, Yale University Press, 2005, hardcover, ISBN 0-300-10699-8